# Milena Gasperoni
Milena Gasperoni (* 23. September 1961 in der Stadt San Marino) ist eine san-marinesische Politikerin. Sie war in der Periode vom 1. April bis 1. Oktober 2024 neben Alessandro Rossi eine der beiden Capitani Reggenti von San Marino.

## Leben
Milena Gasperoni wurde am 23. September 1961 in der Stadt San Marino geboren. Sie studierte Rechtswissenschaften an der Universität Bologna in Italien und erwarb später einen Master-Abschluss in Verwaltungsrecht. In den 1990er Jahren arbeitete sie als Anwältin und Notarin in der Emilia-Romagna.
1995 wurde Gasperoni zur Leiterin des Ufficio Programmazione Economica e Centro Elaborazione Dati e Statistica ernannt, dem Büro für Wirtschaftsplanung, Datenverarbeitung und Statistik von San Marino. Diese Position hatte sie bis 2003 inne, bevor sie 2004 eine Stelle im Außenministerium erhielt. Von 2005 bis 2012 war sie Direktorin des Arbeitsamtes und von 2012 bis 2023 Direktorin des San Marino Centro di Formazione Professionale.
Im Mai 2015 wurde Gasperoni in den Großen und Allgemeinen Rat berufen, um die durch die Rücktritte von Claudio Felici und Stefano Macina entstandene Vakanz zu füllen. Sie gehörte der Partei der Sozialisten und Demokraten (PSD) an und half als Ratsmitglied bei der Ausarbeitung mehrerer Gesetzentwürfe, darunter Gesetze zu Marken und Patenten sowie zur Regulierung des Arbeitsmarktes.
Im Oktober 2023 wurde Gasperoni zum zweiten Mal in den Rat berufen und ersetzte den zurückgetretenen Giacomo Simoncini. Sie wurde Mitglied der Kommissionen für Verfassungsangelegenheiten und Finanzen. Im März 2024 wurde Gasperoni knapp zur Capitani Reggenti gewählt, zusammen mit Alessandro Rossi. Ihre Wahl war überraschend, da sie von der Oppositionsallianz Noi per la Repubblica (Wir für die Republik) nominiert wurde.